# British Basketball League 1998-1999

## BBL 1998-1999

### Classifica Finale
| Squadra               | Punti | Partite | Vinte | Perse | Percentuale |
| --------------------- | ----- | ------- | ----- | ----- | ----------- |
| 1. Sheffield Sharks   | 62    | 36      | 31    | 5     | 0.861       |
| 2. Manchester Giants  | 60    | 36      | 30    | 6     | 0.833       |
| 3. London Towers      | 48    | 36      | 24    | 12    | 0.666       |
| 4. Thames V. Tigers   | 44    | 36      | 22    | 14    | 0.611       |
| 5. Newcastle Eagles   | 42    | 36      | 21    | 15    | 0.583       |
| 6. Derby Storm        | 42    | 36      | 21    | 15    | 0.583       |
| 7. Birmingham Bullets | 42    | 36      | 21    | 15    | 0.583       |
| 8. London Leopards    | 38    | 36      | 19    | 17    | 0.527       |
| 9. Edinburgh Rocks    | 24    | 36      | 12    | 24    | 0.333       |
| 10. MK Lions          | 20    | 36      | 10    | 26    | 0.277       |
| 11. Chester Jets      | 20    | 36      | 10    | 26    | 0.277       |
| 12. Leicester Riders  | 18    | 36      | 9     | 27    | 0.250       |
| 13. Worthing Bears    | 8     | 36      | 4     | 32    | 0.111       |

### Play-offs
- Quarti di finale

 Newcastle Eagles 78-76  London Towers
 London Towers 91-76  Newcastle Eagles
 London Towers 87-68  Newcastle Eagles
- London Towers vincono la serie 2-1.

 Derby Storm 87-91  Thames V. Tigers
 Thames V. Tigers 114-93  Derby Storm
- Thames V. Tigers vincono la serie 2-0.

 Birmingham Bullets 82-74  Manchester Giants
 Manchester Giants 78-71  Birmingham Bullets
 Manchester Giants 90-77  Birmingham Bullets
- Manchester Giants vincono la serie 2-1.

 London Leopards 83-76  Sheffield Sharks
 Sheffield Sharks 100-82  London Leopards
 Sheffield Sharks 75-68  London Leopards
- Sheffield Sharks vincono la serie 2-1'
- Semifinali

 Sheffield Sharks 78-85  London Towers
 Manchester Giants 76-79  Thames V. Tigers
- Finale

 Thames V. Tigers 71-82  London Towers

## Verdetti
- Campione del Regno Unito:   London Towers (2º titolo)